# VfL 06 Saalfeld
VfL 06 Saalfeld was een Duitse voetbalclub uit Saalfeld, in de deelstaat Thüringen.

## Geschiedenis
De club werd opgericht in 1906 en sloot zich aan bij de Midden-Duitse voetbalbond. De club speelde vanaf midden jaren twintig in de competitie van Oost-Thüringen.
Na de invoering van de Gauliga in 1933 speelde de club niet meer op het hoogste niveau. Na de Tweede Wereldoorlog werd de club heropgericht als SG Saalfeld. In 1950 werd de naam gewijzigd in Optik Saalfeld en Mechanik Saalfeld en in 1951 in Motor Saalfeld. De club speelde in de Bezirksliga Gera, de derde klasse, en verbleef daar met enkele korte onderbrekingen tot 1977. In 1984 werd de naam BSG Carl Zeiss Saalfeld aangenomen en twee jaar later promoveerde de club nog één keer naar de Bezirksliga maar degradeerde meteen.
Na de Duitse hereniging werd de naam in 1990 gewijzigd in SV Carl Zeiss en in 1991 werd opnieuw de historische naam aangenomen.

## Fusie tot FC Saalfeld
Al vanaf het seizoen 2013/14 vormden de mannenteams van FC Lokomotive Saalfeld en VfL Saalfeld de Spielgemeinschaft SG FC Lokomotive Saalfeld. Het eerste team nam de licentie over van Lok en het tweede team de licentie van VfL. Op 14 januari 2014 werd de FC Saalfeld opgericht. In 2016 promoveerde de fusieclub naar de Landesklasse.